# Paweł Gawlik
Paweł Gawlik, również znany jako Paul Gavlic, pseudonimy Gaweł, Kojak (ur. 10 maja 1974 w Dębicy) – polski kompozytor, basista, multiinstrumentalista, producent muzyczny, reżyser dźwięku. Na przestrzeni lat był związany z zespołami Analog, KSU, Das Moon.
Działalność artystyczną rozpoczął w 1994 roku. W KSU grał w latach 1999–2003 oraz 2007–2011. W 2013 roku wydał debiutancki album Dawida Kwiatkowskiego 9893. W 2024 roku obchodził trzydziestolecie pracy artystycznej.
Skomponował hymn Teatru Kamienica, który był wykonywany przez Emiliana Kamińskiego, współzałożyciela i kierownika artystycznego teatru.
Jest autorem muzyki do filmów: RajUstopy (2005), Teczki (2007), Może tak być (2008), Złączyć się z narodem (2018), Caravaggio – Sztuka umierania, narodzin i trwania (2024) oraz do serialu dokumentalnego Olimpijczycy 2008 (2007–2008). Pracował również nad realizacją nagrań do filmu dokumentalnego Wielka szpera z 2017 roku. Komponował muzykę teatralną i muzykę do gier komputerowych (Terrorist Takedown: Konflikt na Bliskim Wschodzie, 2004).
Jego żona Magdalena z zawodu jest wokalistką, tekściarką i dziennikarką.

## Wybrana dyskografia
Z zespołem Analog
- Kolejka po miłość (2004; singiel)[14]
- Inna (2004; singiel)[15]
- Analogia (2004)[6]
- Monologi – Człowieka trzeba (2005; singiel)[16]
- Historia na 6/8 (2005; singiel)[17]
- Ulica wolność (2005)[18]

Z zespołem KSU
- 21 (1999)[19]
- XXX-lecie, Akustycznie (2008)[20]
- Bez prądu (2009; gościnnie w utworach „Martwy rok” i „Obywatel”)[21]
- Ludzie bez twarzy (2009; gościnnie w utworach: „Deszcz”, „Moje oczy”, „Wrogie reakcje”, „Kto cię obroni Polsko…”, „Po drugiej stronie drzwi”, „Wojownik – ostatnia legenda”)[22]